# 新北市立北大高級中學
新北市立北大高級中學，簡稱北大高中，是新北市三峽區北大特區的一所市立完全中學，隸屬於新北市政府。

## 學校特色
包括地上五層、地下一層的教學大樓、圖書館及停車場，共有32間普通教室（高中部18間教室，每年級6班）、國中部12間教室（每年級4班，資源班2班）、175間專科教室與行政空間，汽車停車位共90個。
北大高中為新北市第一所主打雙語教學的公立高中，在課程規劃與教學資源上，與鄰近的國家教育研究院和國立臺北大學合作，建構三峽區資源共享的學習地圖。語文及數理實驗班需額外接受筆試及面試，經篩選後進入。進入語文實驗班的學生需負責接待姐妹校與外籍交換學生來訪。

## 歷史
- 2010年：8月1日成立新北市立龍埔國民中學籌備處於華僑高中。
- 2012年5月：國立臺北大學決議改隸附中[3][4][5]。
- 2013年：3月7日籌備處進駐台北大學校園[6]。8月1日籌備處奉准改制為新北市立北大高級中學籌備處，成立高中部[3]。
- 2014年：8月1日高中部正式招生。
- 2015年：8月1日國中部正式招生。

### 歷任校長
| 任期 | 姓名   | 任職日期  | 離職日期  | 異動原因                                                               |
| ---- | ------ | --------- | --------- | ---------------------------------------------------------------------- |
| 1    | 薛春光 | 2010年8月 | 2016年7月 | 原臺北縣立板橋國民中學校長轉任，屆齡退休                               |
| 2    | 施雅慧 | 2016年8月 | 2023年7月 | 原新北市立中平國民中學校長轉任，任內退休應聘臺北市私立延平高級中學校長 |
| 3    | 吳佳音 | 2023年8月 | 現任      | 原新北市政府教育局輔導員升任                                           |

## 校園環境及建築

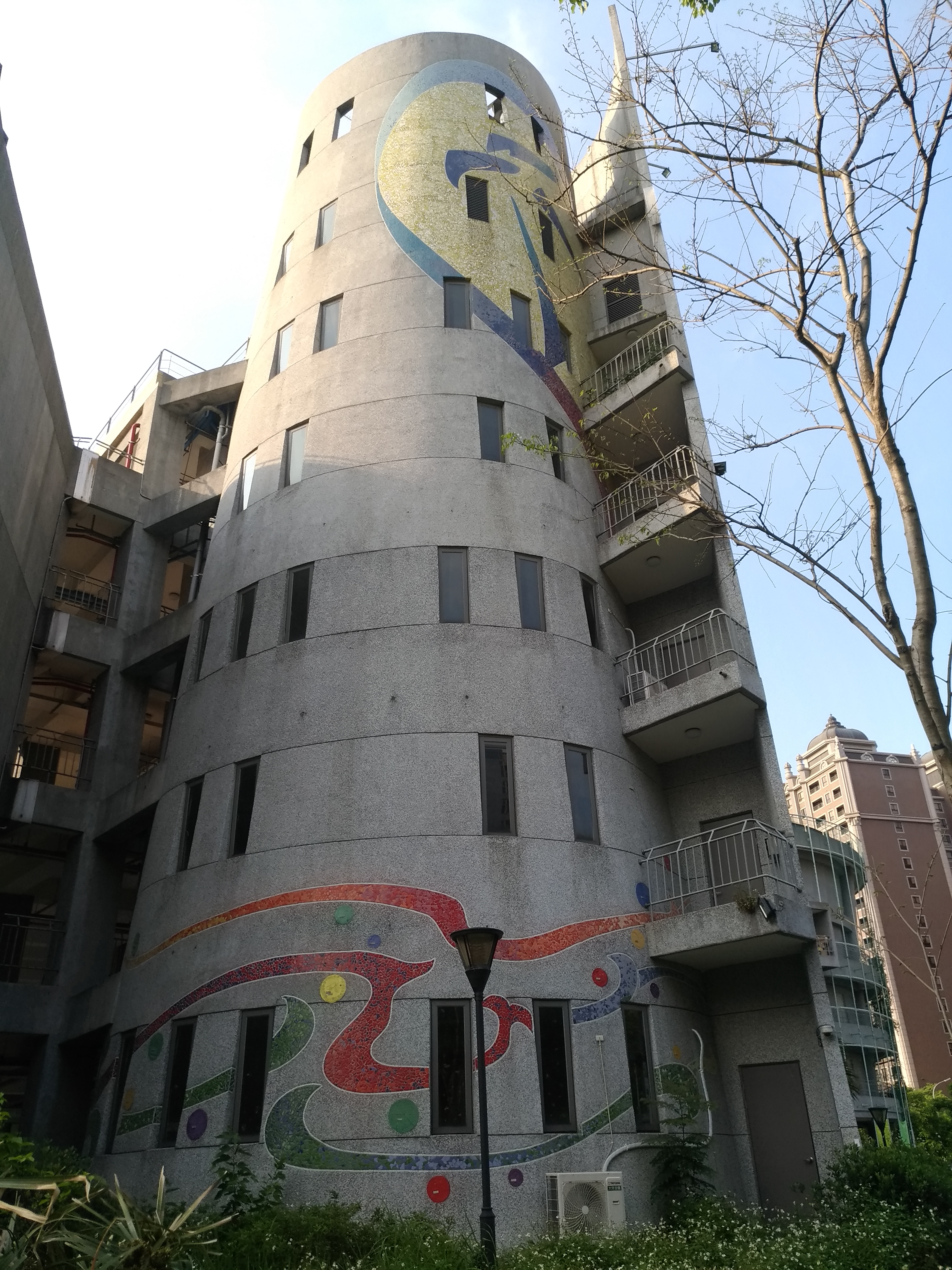
由海洋公園仰視鳶塔

- 鳶塔

面對海洋公園，與臺北大學內的「三峽飛鳶」銅雕相呼應，象徵著三峽的鳶山，外牆上有著藝術馬賽克拼貼，也有著紙捲的造型。
- 生態池
- 仰德大道

由海洋公園進入學校後映入眼簾的大階梯，習慣上以大階梯直接稱呼。
- 星光大道

一條連接著校園與緊鄰的北大特區海洋公園的步道，地板上鑲嵌著第一屆學生創作的陶板。
- 隆恩河

連接著生態池與礫間淨化系統，也是一條自然邊界。
- 礫間淨化系統

可供生物專題課程觀察自然生態，也用於種植蔬菜。
- 圖書館

一樓為自修室；二樓到三樓為圖書館，「聚星堂」歷史文物也陳列於館內；四樓到五樓為演藝聽。
- A棟

如同主幹般直接與每棟建築相連，大部分行政處室都在此棟內，也有數間自然科實驗室與資訊教室。
- B棟

國中部專用。
- C棟

一樓架空成羽球場，稱為羅馬競技場；四樓有視聽教室，會在這裡進行各種講座。
- D棟

二樓到四樓為高中部教室。
- E棟

二樓到四樓為高中部教室。
- 二期工程（綜合大樓）

內含體育館、科學館、游泳池、社團教室、地下停車場等設施，未來將視預算核准後，依實際期程進行。目前該地為停車場及草地。

## 外部連結
24°56′54″N 121°22′33″E / 24.94843°N 121.37576°E
- 新北市立北大高級中學 （页面存档备份，存于）